# Ludvig Johansson (zoolog)
Johan Ludvig Johansson, född 14 februari 1865 i Göteborg, död 16 mars 1929 i Göteborg, var en svensk zoolog. 
Johansson blev student 1884, filosofie doktor 1896, docent i zoologi samma år, allt i Uppsala, och utnämndes till lektor i Karlstad 1898 och till lektor i naturalhistoria och kemi vid Göteborgs realläroverk 1904. 
Han utgav ett flertal undersökningar rörande iglarnas anatomi och systematik (bland annat Bidrag till kännedomen om Sveriges ichthyobdellider, 1896 och Hirudinea i "Die Süsswasserfauna Deutschlands", 1909) samt läroböcker i kemi. Johansson var från 1915 till sin död gift med översättaren Gundla Svensson, född Norlander (1880–1972). Makarna är begravda på Östra kyrkogården i Göteborg.